# Взятие Бакниня
Взятие Бакниня (фр. Campagne de Bac Ninh) — военная операция французских войск Тонкинского экспедиционного корпуса против китайских войск армии провинции Гуанси в северном Вьетнаме во время Тонкинской экспедиции (1883-84). Бакнинь был взят 12 марта; победа французов привела к подписанию в мае Тяньцзиньского соглашения и в июне Хюэского договора.
После взятия Шонтэя в декабре 1883 года генерал Шарль-Теодор Мийо, главнокомандующий Тонкинским экспедиционным корпусом, с одобрения адмирала Амеде Курбе возобновил наступление. Он только что принял подкрепление из Франции и колоний, и его корпус насчитывал 10 000 солдат. Его целью был Бакнинь, центр одноимённой провинции, где дислоцировалась китайская армия провинции Гуанси под командованием губернатора Сюй Яньсюя.
6-7 марта французы двинулись в наступление по сходящимся направлениям с двух сторон. Первая бригада под командованием Луи Бриера де л’Иля обходила с фланга, а вторая, под командованием генерала Оскара де Негрие, наступала с фронта. Китайские войска осознали риск окружения и покинули два передовых форта и отступили в сторону Бакниня. К 12 марта обе бригады подошли на ближние подступы к городу.

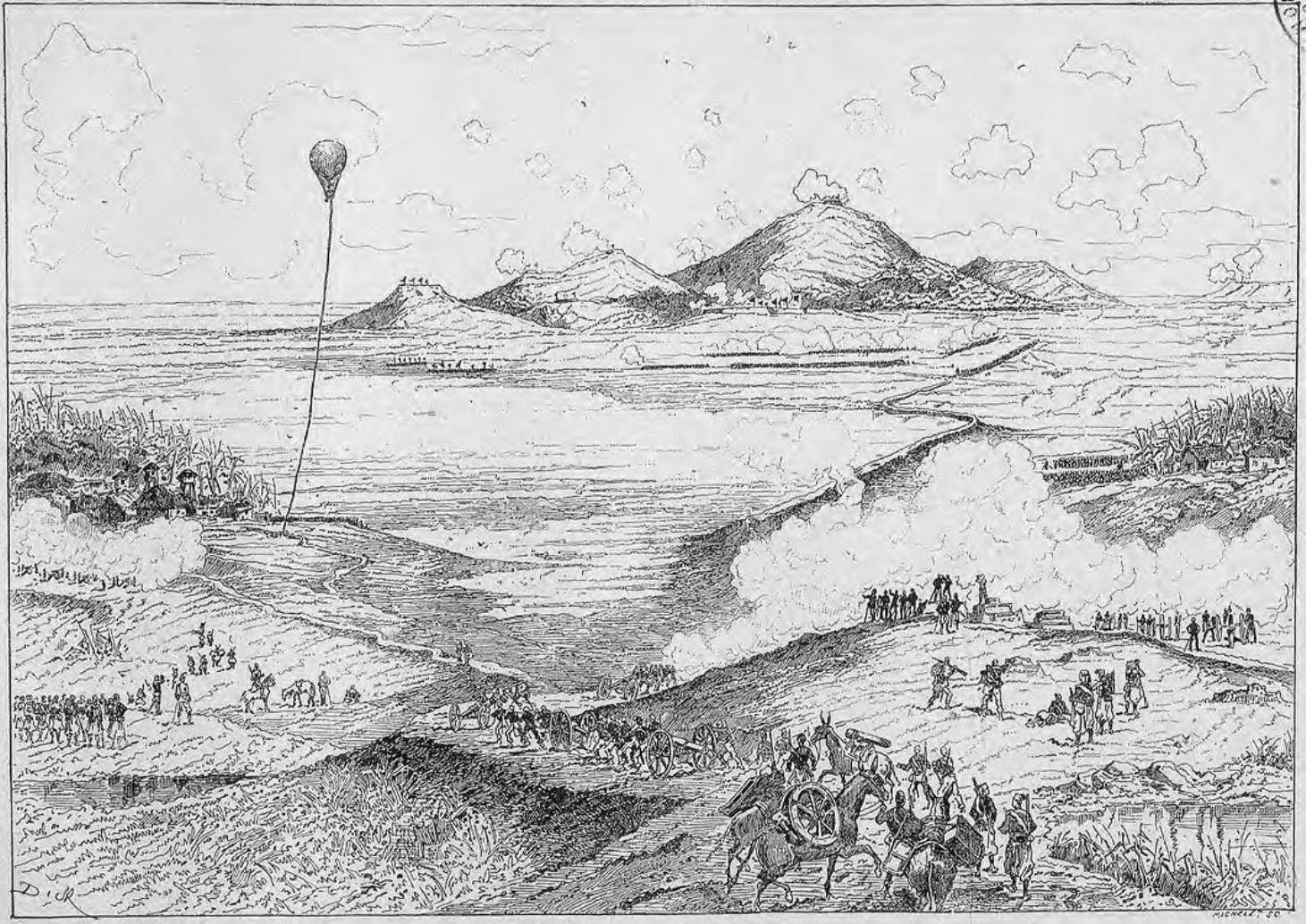
Атака на Бакнинь. Гравюра 1887 года

Бакнинь, который находится между двумя холмами, был окружён двумя оградами, второй зубчатый; бастионы были сложены из кирпича, цитадель увенчана восьмиугольной башней. 12 марта французские войска атаковали китайскую армию на её южных позициях к юго-западу от города. На правом фланге бригада де Негрие атаковала деревню Суан Хоа, и, несмотря на сопротивление китайцев, прорвала их 2-ю укрепленную линию. К 12 часам дня стала приближаться первая бригада.
Целью французов было заманить армию противника в ловушку у Бакниня, но генералу Мийо, подошедшему из Цунг Сана с бригадой Бриера де л’Иля, не удалось окружить противника, так как приближение первой бригады было замечено издалека китайцами по двигавшемуся вместе с войсками поднятому для наблюдения воздушному шару. Считая, что обходное движение левой колонны угрожает их путям отступления, китайские войска бежали через реку Сонг Кау. Де Негрие, преследуя противника, к 6 часам вечера взял Бакнинь и смог захватить не успевшие открыть огонь крупповские пушки, многочисленные боеприпасы и запасы риса.
До 15-го марта не было предпринято преследовавшая расстроенного и рассеявшегося по трем направлениям противника. Только 15 марта одна колонна была направлена на Тхай Нгуен, а другая на Фу Лонг Тхонг. Эти пункты были заняты, но уже к 21 марта генерал Мийо, опасаясь слишком удаляться вне района дельты, отдал приказ остановить преследование и вернуться в Бакнинь и Ханой, оставив в занятых посёлках только слабые гарнизоны.